# Ziédougou, Coasta de Fildeș
Ziédougou este o comună din regiunea Savanes, Coasta de Fildeș.